# Château d'eau de l'Eixample
Le Château d'eau de l'Eixample (en catalan : Torre de les Aigües) est un château d'eau de Barcelone construit en 1870, œuvre de l'architecte Josep Oriol Mestres et de l'ingénieur Antoni Darder. Sa fonction était la distribution d'eau potable aux premiers bâtiments du nouveau quartier de l'Eixample. 
Depuis 1987 il fait partie d'un jardin public. C'est une œuvre protégée comme Bien Culturel d'Intérêt Local.

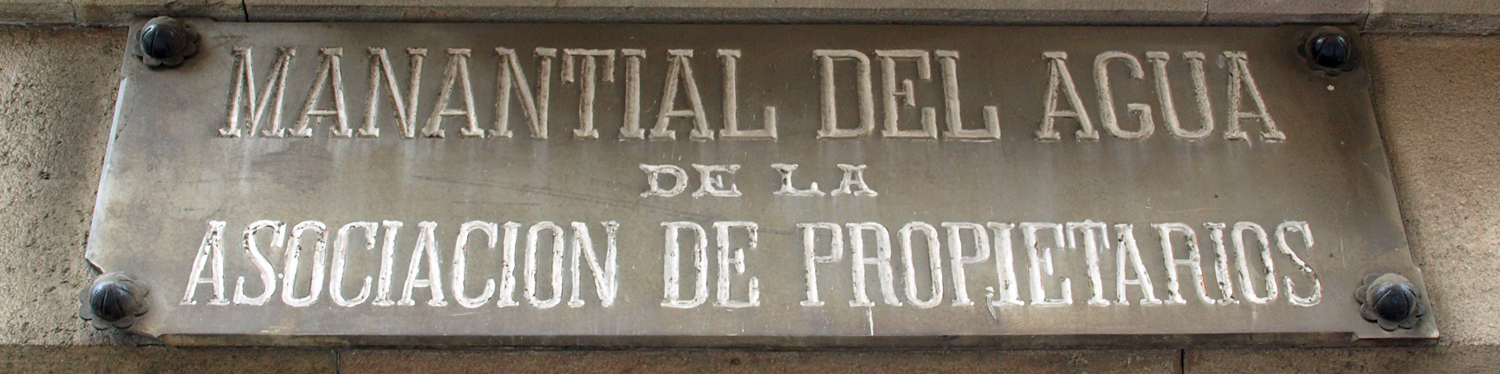
Plaque de l'Association de Propriétaires

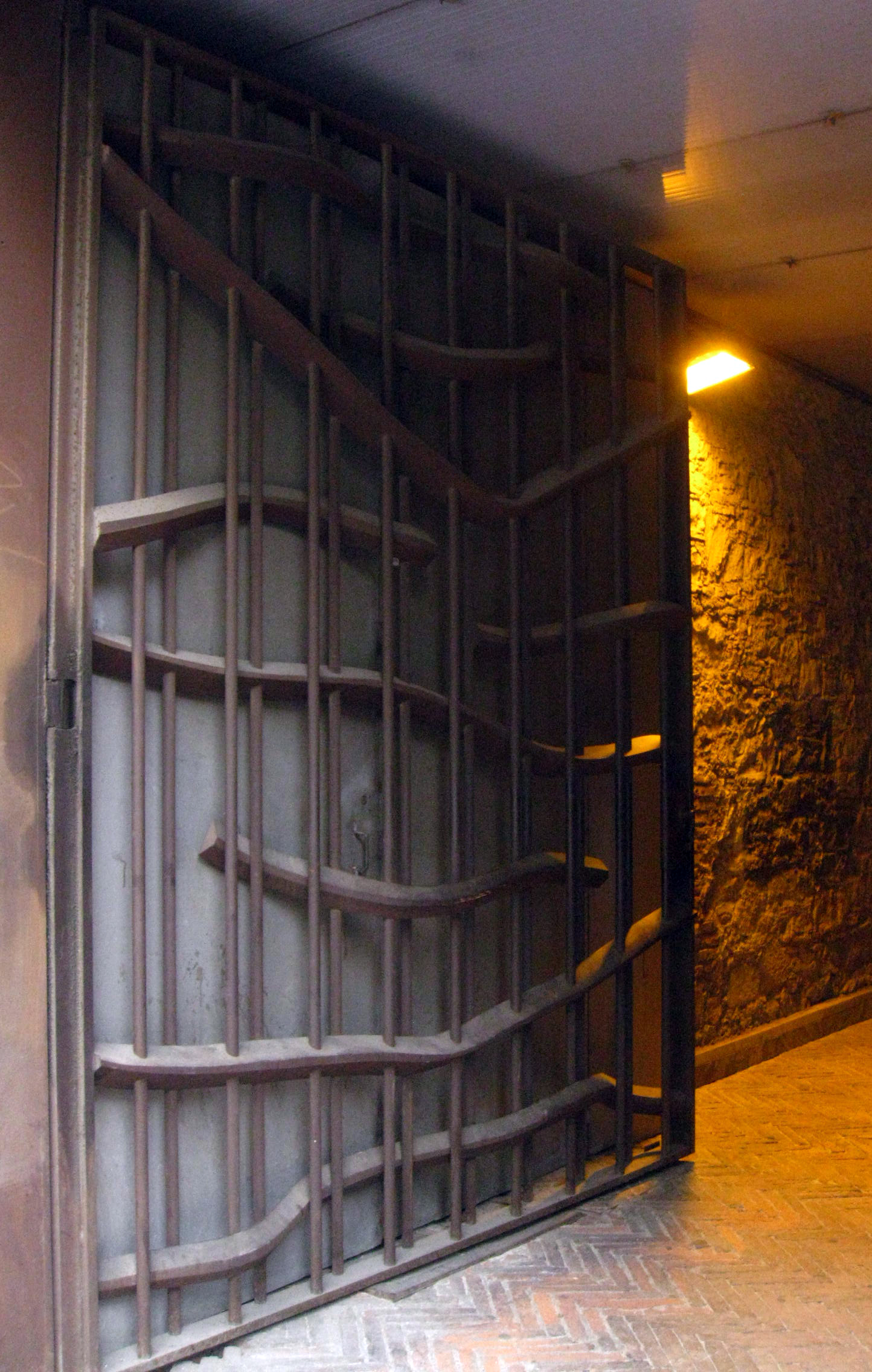
Portes d'entrée du jardin réalisées par Robert Llimós